# Азизов, Магомед Курбанович
Магомед Курбанович Азизов (12 мая 1969, Махачкала, Дагестанская АССР, СССР) — российский борец вольного стиля. Чемпион  мира 1994 года, четырёхкратный чемпион Европы, чемпион России. Заслуженный мастер спорта России.

## Личная жизнь
Родился 12 мая 1969 года в Махачкале. Отец и мать спортсмена — уроженцы Сергокалинского района Республики Дагестан. Даргинец по национальности. Младший брат борцов: Абдулазиза — призёра чемпионата Европы и Газихана — призёра чемпионатов СССР и России.
В 1986 году окончил махачкалинскую школу № 27. В 1990 году окончил Дагестанский политехнический институт.

## Спортивная карьера
Спортом начал заниматься в 1980 году.

### Успехи на чемпионатах Европы
Первый крупный успех на международной арене пришёл в 1993 году на чемпионате Европы в Стамбуле.

### Участие на Олимпийских играх
Магомед Азизов принимал участие на Олимпиадах дважды: в 1992 (в составе Объединённой команды) и в 1996 (в составе сборной России) годах. Оба раза занимал пятое место.

## Достижения
- Чемпионаты мира: золото — 1994; бронза — 1995, 1997
- Чемпионаты Европы: золото — 1993, 1995, 1996, 1997.

## Деятельность
С 27 января 2009 года является старшим тренером юниорской сборной России по вольной борьбе.

## Награды и звания
- Заслуженный мастер спорта России